# Кухня (сезон 5)
«Кухня» — российский комедийный сериал. Производство «Keystone Production» и «Yellow, Black and White» по заказу СТС. Сериал повествует о разных комичных и драматичных ситуациях внутри коллектива элитного ресторана французской кухни «Claude Monet» (Клод Моне), с 5 сезона — ресторана «Victor» (Виктор). Пятый сезон транслировался с 7 сентября по 7 октября 2015 года на телеканале СТС, вышло 20 эпизодов.

## Сюжет
Виктор Баринов со своей командой переходит работать в бутик-отель Eleon. Теперь они работают в ресторане Victor. Появляются новые персонажи: Элеонора Андреевна — бывшая жена Баринова и владелица отеля; Михаил Джекович — управляющий отеля, иногда конфликтует с Шефом и влюблён в Элеонору. В отель возвращается Макс, который пытается вернуть Вику. А Катя расстаётся с Дэном, позже у неё появляется новый парень — Никита. Лёва влюбляется в племянницу Айнуры — Гульнару.

## Актёрский состав
- Дмитрий Назаров — Виктор Петрович Баринов, шеф-повар ресторана Victor, отец Кати. Обладатель чрезвычайно скверного характера. Имеет пристрастие к алкоголю и азартным играм. Страстный болельщик футбольной команды Спартак. Шеф часто конфликтует с управляющим отеля — Михаилом Джековичем. В 12 (92) серии делает предложение Елене.
- Григорий Сиятвинда — Михаил Джекович, управляющий отеля Eleon. Имеет достаточно подлый характер и часто конфликтует с Шефом. Фанат команды ЦСКА. Влюблён в хозяйку отеля — Элеонору.
- Елена Ксенофонтова — Элеонора Андреевна Галанова, владелица отеля Eleon. Бывшая жена Виктора Петровича и мать Кати. Находится в тяжких отношениях с Катей, но всячески пытается их наладить. В конце сезона выходит замуж за Нагиева.
- Марк Богатырёв — Максим Леонидович Лавров, повар ресторана Victor, бывший муж Вики. Вернувшись из Петербурга, он всячески пытается возобновить отношения с Викой.
- Елена Подкаминская — Виктория Сергеевна Гончарова, директор ресторана Victor. Уверенная в себе, независимая женщина, талантливый руководитель. Бывшая жена Макса, от которого она беременна.
- Валерия Федорович — Екатерина Викторовна Семёнова, повар молекулярной кухни ресторана Victor, дочь Виктора Петровича и Элеоноры. В этом сезоне она переживает расставание с Дэном и на какое-то время впадает в депрессию. Позже у неё появляется новый ухажёр — официант Никита.
- Виктор Хориняк — Константин Тимофеевич Анисимов, бармен ресторана Victor, муж Насти.
- Ольга Кузьмина — Анастасия Степановна Анисимова, официантка ресторана Victor, жена Кости.
- Михаил Башкатов — Денис Андреевич Крылов, повар-заготовщик ресторана Victor. Во 2 серии он, будучи пьяным, спит с Элеонорой и боится признаться в этом Кате. В одной из серий он всё же признаётся ей в этом и уходит из отеля.
- Сергей Епишев — Лев Семёнович Соловьёв (Лёва), су-шеф ресторана Victor. Правая рука и хороший друг Виктора Петровича, живёт с мамой. в 9 (89) серии влюбляется в уборщицу — Гулю, племянницу Айнуры.
- Сергей Лавыгин — Арсений Андреевич Чуганин (Сеня), повар-универсал ресторана Victor, лучший друг Феди, вместе с которым они часто разыгрывают весь персонал отеля.
- Михаил Тарабукин — Фёдор Михайлович Юрченко (Федя), повар-универсал ресторана Victor, лучший друг Сени, вместе с которым они часто разыгрывают весь персонал отеля.
- Никита Тарасов — Луи Бенуа (Луи), кондитер ресторана Victor. Француз из Прованса с нетрадиционной ориентацией.
- Филипп Бледный — Никита Андреевич Дягилев, официант ресторана Victor, сын олигарха. Работая в ресторане, он влюбляется в Катю и всячески ухаживает за ней, пользуясь помощью Элеоноры Андреевны.
- Марина Могилевская — Елена Павловна Соколова, ресторанный критик, шеф ресторана Arcobaleno. Встречалась с Виктором Петровичем, который сделал ей предложение руки и сердца в 12 (92) серии, но не могла выйти за него замуж сразу, так как не развелась с бывшим мужем.
- Жаныл Асанбекова — Айнура Кененсарова, уборщица ресторана Victor. Работает без разрешения на работу. В 9 (89) серии устраивает на работу свою племянницу.
- Феруза Рузиева — Гульнара Кененсарова, уборщица ресторана Victor. Приезжает на работу из Киргизии. В неё сразу же влюбляется су-шеф Лёва, который ей тоже понравился.
- Дмитрий Нагиев — Дмитрий Владимирович Нагиев, владелец Claude Monet, актёр и телеведущий. Приходит в отель, чтобы вернуть Виктора Петровича в свой ресторан, что у него никак не получается. Также он влюбляется в Элеонору и женится на ней.
- Рина Гришина — Светлана Алексеева, портье отеля Eleon.
- Тимур Еремеев — Егор, портье отеля Eleon.
- Даниил Рассомахин и Павел Рассомахин — Ярослав и Павел, близнецы, носильщики в бутик-отеле Eleon.
- Эльберд Агаев — Тимур, поставщик продуктов. Хороший друг Шефа.
- Юлия Такшина — Татьяна Сергеевна Гончарова, бывшая жена Виктора Петровича, мать Алисы, родная сестра Вики.
- Алиса Панченко — Алиса Викторовна Баринова, дочь Виктора Петровича и Татьяны, племянница Вики.
- Александр Ильин — Степан Андреевич Фомин, отец Насти, хозяин колбасного завода в Подмосковье.
- Татьяна Филатова — Галина Фомина, мать Насти.
- Анна Бегунова — Марина Антоновна Чуганина, жена Сени, экономист.

### В эпизодах
- Максим Артамонов — Сергей, охранник в бутик-отеле Eleon
- Иван Кравченко — Александр, второй бармен ресторана Victor
- Алёна Мордовина — Елизавета, официантка ресторана Victor
- Антон Момот — Олег, официант ресторана  Victor
- Анна Барсукова — Анжелика, уборщица в бутик-отеле Eleon
- Александр Семчев — Николай Марьянович Скворцов, префект округа (81, 87, 97)
- Леонид Дзюник — посетитель отеля (82)
- Евгения Неронская и Нелла Стрекаловская — девушки из 202 номера (82)
- Дмитрий Высоцкий — «тайный гость» бутик-отеля Eleon (82)
- Татьяна Шитова — гостья ресторана Victor, которую Баринов выдавал за бывшую жену (85)
- Екатерина Кульчицкая — работница ЗАГСа (86, 92)
- Сергей Кагаков — Вениамин Павлович Шумский, доктор психологических наук (86)
- Марк Рудинштейн — Давид Михайлович, мясной олигарх, проигравший Баринову в казино (87)
- Мохамед Абдель Фаттах — арабский шейх (88)
- Мария Павлова — Юлия, русская девушка в гареме шейха (88)
- Фархад Махмудов — переводчик (88)
- Владимир Горюшин — Соломон Иванович, портной (89)
- Сергей Барковский — глава проверяющей комиссии (90)
- Владимир Фоков — Павел Владимирович Данилов, инспектор проверяющей комиссии (90)
- Наталья Юнникова — мошенница-гипнотизёр (90)
- Евгений Шириков — Артём Олегович, любовник Элеоноры Андреевны, повар ресторана Victor. Элеонора Андреевна специально подстроила так, чтобы Шеф взял его на кухню, но Шеф узнал об этом и повернул всё в свою сторону. Был уволен за драку с Лёвой, который вступился за Гульнару (91)
- Вячеслав Гилинов — Максим Ильич Лавров, дедушка Макса (91)
- Кира Крейлис-Петрова — Любовь Лаврова, бабушка Макса (91)
- Кирилл Мелехов — массажист (92)
- Майя Горбань — продавец-консультант в ювелирном магазине (92)
- Светлана Гундаренко — Надежда Васильевна, мама Марины и тёща Сени (93)
- Андрей Харыбин — Юрий Иванович, знакомый Михаила Джековича, у которого Шеф ошибочно отобрал билет (94)
- Марина Богатова — Оксана, девушка, пришедшая на собеседование (94)
- Сергей Векслер — Андрей Николаевич Дягилев, миллиардер, ресторатор, хозяин московского ресторана «Дягилев», отец Никиты, главный конкурент Элеоноры Андреевны (95)
- Владимир Симонов — Геннадий Александрович Соколов, бывший муж Елены Павловны, художник (95)
- Алина Ланина — Дарья, одноклассница и первая любовь Макса (96)
- Евгения Ахременко — продюсер, за которой пытался ухаживать Нагиев (96)
- Никита Кудрявцев — курьер, доставивший машину (96)
- Владимир Чуприков — врач в больнице, в которой рожала Вика (97, 98)
- Павел Ворожцов — сосед-таксист, жалующийся на шум (98)
- Лионель Окс — инспектор Мишлен (99)

### Приглашённые знаменитости
- Иосиф Пригожин[2] — случайно сбил Максима на машине (89)
- Леонид Агутин[3] — певец (92)
- Георгий Черданцев — спортивный комментатор (94)

## Описание серий
| № серии  | Описание серии | Премьера         |
| -------- | --- | ---------------- |
| 1 (81)   | В пятизвёздочном бутик-отеле «Eleon» открывается ресторан «Victor». У Шефа возникает множество противоречий с администратором отеля. Денис хочет сделать предложение Кате на открытии ресторана, но попытка увенчается отказом.                                                                                            | 7 сентября 2015  |
| 2 (82)   | Дениса мучает совесть из-за того, что он изменил Кате, и он собирается во всём сознаться. В отеле останавливается «тайный клиент». | 7 сентября 2015  |
| 3 (83)   | Владелица отеля Элеонора Андреевна пытается уволить Дениса, но у неё не получается. Денис никак не может признаться Кате, что изменил ей. | 8 сентября 2015  |
| 4 (84)   | Шеф и Елена начинают заново свои отношения. Катя собирается устроить Денису эротический сюрприз. Она ждёт Дениса в люкс-номере, но неожиданно туда приходит Элеонора Андреевна. | 9 сентября 2015  |
| 5 (85)   | Макс возвращается в Москву. Елена знакомится с Элеонорой Андреевной, которая приглашает её и Шефа на выставку собственных картин. Макс пытается выяснить срок беременности Вики. Денис признаётся Кате, что изменил ей, и покидает отель.                                                                                  | 10 сентября 2015 |
| 6 (86)   | Макс и Вика идут в ЗАГС подавать заявление на развод. Макс упорно не оставляет попыток выяснить, от кого беременна Вика. Катя впадает в депрессивное состояние, сопровождая его распитием спиртного. | 14 сентября 2015 |
| 7 (87)   | Шеф выигрывает у олигарха в казино. Макс не отстаёт от Вики и возвращается работать на кухню. Марина ревнует Сеню к Кате и устраивается к нему на работу. | 15 сентября 2015 |
| 8 (88)   | В отель приезжает арабский шейх. Все пытаются ему угодить. Одна из его жён шантажирует Катю и Шефа. Костя думает, что Шейх хочет забрать Настю в гарем. | 16 сентября 2015 |
| 9 (89)   | Макс не оставляет попыток вернуть расположения Вики, и обещает ей, что больше никогда не будет врать. Елена находит старый костюм Виктора Петровича, который ему мал, после чего Виктор заключает пари, что сможет запросто похудеть за неделю. Лёва влюбляется в Гульнару — племянницу Айнуры.                            | 17 сентября 2015 |
| 10 (90)  | В отель приезжает комиссия, присваивающая отелю «звёзды». Шефу приходится заменять Михаила Джековича перед комиссией. Макс и Костя ищут мошенника-гипнотизёра. | 21 сентября 2015 |
| 11 (91)  | К Максу в гости приезжают бабушка с дедушкой, которые ничего не знают про развод Макса и Вики. Шеф берёт на работу нового повара на зло Элеоноре Андреевне, но узнав про него всю правду, поворачивает всё в свою сторону.                                                                                                 | 22 сентября 2015 |
| 12 (92)  | Виктор Петрович готовит Елене подарок на день рождения, но всё оборачивается немного иначе. Макс думает, что к Вике приезжает массажист-сутенёр. Макс и Вика разводятся. | 23 сентября 2015 |
| 13 (93)  | Виктор Петрович празднует согласие Елены стать его женой, а сотрудники кухни в это время дают волю собственным фантазиям про свои вторые половинки. | 24 сентября 2015 |
| 14 (94)  | Елена в подарок купила Виктору Петровичу билет на матч «Спартака», но из-за азартности Шефа годовщину пришлось праздновать на кухне ресторана. Макс попадает в щекотливую ситуацию с Элеонорой Андреевной. | 28 сентября 2015 |
| 15 (95)  | Елена сообщает Виктору Петровичу, что ещё не разведена со своим бывшим мужем. Виктор Петрович берёт развод на себя. В ресторане появляется новый официант — Никита. | 29 сентября 2015 |
| 16 (96)  | Михаил Джекович пытается добиться внимания Элеоноры Андреевны, оставаясь тайным поклонником. Макс встречает свою первую любовь. Никита скрывает от Кати, что у него богатый отец. Сотрудники кухни подшучивают над Максом, а он над ними, не подозревая к чему это может привести.                                         | 30 сентября 2015 |
| 17 (97)  | Михаил Джекович пытается подраться с Нагиевым из-за ревности к Элеоноре Андреевне, а Виктор Петрович не даёт ему наделать глупостей. Макс узнаёт, что у Вики были ложные схватки, но позже у неё появляются настоящие. Никита угоняет автомобиль Нагиева по просьбе Кати. Вика рожает девочку.                             | 1 октября 2015   |
| 18 (98)  | Макс вместе с Виктором Петровичем готовится к выписке Вики из роддома. У них возникает конфликт с соседом. Лёва пытается добиться внимания Гули, но у неё возникают ложные подозрения. Никита готовит романтический сюрприз для Кати.                                                                                      | 5 октября 2015   |
| 19 (99)  | Нагиев хочет вернуть Виктора в «Клод Моне» и придумывает хитроумный план. В Москву приезжает инспектор Мишлен. Никита готовит для Кати романтический вечер, а Максим получает неожиданное повышение. | 6 октября 2015   |
| 20 (100) | Сеня и Федя решают подшутить над Лёвой и Никитой, после чего Катя узнаёт правду про Никиту. Макс и Виктор Петрович заключают смертельно опасное пари. Нагиев небескорыстно решается на большой шаг в отношениях с Элеонорой Андреевной. В жизни Макса и Вики случается очередной крутой поворот. Максим помирился с Викой. | 7 октября 2015   |